# (3513) Quqinyue
(3513) Quqinyue (1965 UZ) – planetoida z pasa głównego asteroid okrążająca Słońce w ciągu 4,27 lat w średniej odległości 2,63 j.a. Odkryta w Obserwatorium Astronomicznym Zijinshan 16 października 1965 roku.